# Myagrus hynesii
Myagrus hynesii is een keversoort uit de familie van de boktorren (Cerambycidae). De wetenschappelijke naam van de soort werd in 1878 gepubliceerd door Francis Polkinghorne Pascoe. Het type-exemplaar werd verzameld in de omgeving van Bombay.